# Florent Schmitt
Florent Schmitt (Blâmont, departement Meurthe-et-Moselle, 28 september 1870 – Neuilly-sur-Seine, 17 augustus 1958) was een Frans componist en muziekpedagoog.

## Levensloop
Zijn eerste muzieklessen kreeg hij in Nancy. Daarna ging hij naar Parijs en studeerde de vakken harmonieleer, contrapunt, fuga en compositie aan het Conservatorium van Parijs bij Alexandre Jean Albert Lavignac, André Gedalge, Jules Massenet en Gabriel Fauré.
In 1900 werd hem de Prix de Rome voor zijn cantate Sémiramis toegekend. Tijdens zijn verblijf in de Villa Medici in Rome heeft hij veel en misschien zijn beste werken gecomponeerd. Aansluitend maakte hij concertreizen door Duitsland, Oostenrijk, Hongarije, Turkije en kwam daarna naar Parijs terug.
Hij was samen met Maurice Ravel, Gabriel Fauré, Émile Vuillermoz, Louis Aubert, Charles Koechlin en Jean Huré medeoprichter van de Société musicale indépendante. Hij was ook lid van de Société nationale de musique en van de kunstenaarsclub 'Les Apaches', waarvan ook Maurice Ravel, Édouard Benedictus, Manuel de Falla, Albert Roussel, Émile-Allain Séguy, Déodat de Séverac, Igor Stravinsky, André Caplet, Ricardo Viñes en Tristan Klingsor leden waren.
Van 1921 tot 1924 gaf hij les aan het conservatorium van Lyon en van 1929 tot 1939 was hij chroniqueur van de krant Le Temps.
In de jaren dertig toonde hij zich een antisemiet en een aanhanger van nazi-Duitsland. Toen in november 1933 in Parijs werk werd uitgevoerd van Kurt Weill, die zojuist Duitsland had moeten verlaten, leidde Schmitt een groep demonstranten die bij de concertzaal "Vive Hitler!" kwam schreeuwen. Vanwege zijn collaboratie met de Vichy-regering werd hij na de oorlog genegeerd en werd zijn werk nauwelijks meer uitgevoerd. Wel werden hem nog eerbewijzen verleend. In 1952 werd hij in het Franse Legioen van Eer opgenomen en in 1957 werd hij met de grote muziekprijs van de stad Parijs onderscheiden. Hij heeft tot op 87-jarige leeftijd gecomponeerd.

## Composities
Zijn werken zijn kenmerkend complex en veeleisend, meestal vol stoutmoedige ritmes en vernuftig gebruik van het slagwerk.

### Werken voor orkest
- 1894 En Été
- 1897-1904 Musiques de plein air
- 1898 Combat des Raksasas et Délivrance de Sitâ symfonisch gedicht voor orkest
- 1898 Rapsodie Parisienne
- 1899 Quatre Pièces
- 1900-1904 Le Palais hanté symfonische studie voor orkest, op. 49, naar Edgar Allan Poe
- 1903-1904 Trois Rapsodies voor orkest
- 1903-1913 Feuillets de Voyage voor orkest
- 1905 Reflets d' Allemagne voor orkest
- 1907 Pupazzi - huit pièces voor orkest
- 1911 La tragédie de Salomé suite d’orchestre en une mouvement, voor vrouwenkoor (zonder tekst) en orkest, op. 50
- 1912 Chant élégiaque voor cello en orkest, op. 24
- 1913-1915 Rêves, op. 65
- 1916 Chant d' Espérance des Bleus
- 1918 Légende voor altviool (of viool of altsaxofoon) en orkest, op. 66
- 1919-1920 Antoine et Cléopâtre, zes symfonische episodes naar William Shakespeare
- 1922 In Memoriam voor orkest
- 1923 Mirages voor orkest
- 1925 Danse d'Abisag op. 75
- 1926 Salammbô 6 épisodes symphoniques d’après Gustave Flaubert suite no. 1, op. 76 no. 1
- 1926 Salammbô 6 épisodes symphoniques d’après Gustave Flaubert suite no. 2, op. 76 no. 2
- 1926 Salammbô 6 épisodes symphoniques d’après Gustave Flaubert suite no. 3, op. 76 no. 3
- 1926 Kermesse-Valse tiré de l'éventail de Jeanne uit het ballet
- 1926 Final voor cello en orkest, op. 77
- 1927 Ronde burlesque
- 1927 Çançunik suite voor orkest
- 1932 Symphonie concertante voor piano en orkest
- 1934 Oriane la Sans-Égale suite voor orkest
- 1936 Chaîne Brisée
- 1937 Suite sans Esprit de Suite voor orkest
- 1941 Symphonie pour cordes - "Janiana" voor strijkorkest
- 1950 Scènes de la vie moyenne
- 1956-1958 Symphonie nº 2 op. 137
  1. Assez anime
  2. Lent - sans exces
  3. Anime
- Enfants voor klein orkest
- Feuillets de voyage op.26
- Introit, récit et congé en Scherzo vif voor cello en orkest, op. 113
- Habeysee suite voor viool en orkest, op. 110
  1. Anime - Un peu attarde - Anime
- Soirs op. 5

### Werken voor harmonieorkest
- 1900-1906 Sélamlik, Turks Divertissement voor harmonieorkest, op. 48
- 1913-1914 Dionysiaques, symfonisch gedicht, op. 62 No. 1[1]
- 1916 Marche du 163ème regiment d’infanterie

### Missen, cantates en geestelijke muziek
- 1900 Sémiramis cantate
- 1904 Psaume XLVII voor sopraan, gemengd koor, orkest en orgel, op. 38
- Mis, voor vier zangstemmen en orgel
- Le chant de nuit voor solisten, gemengd koor en orkest

### Muziektheater

#### Balletten
| Voltooid in | titel                                                                                | aktes                | première                                         | libretto                     | choreografie |
| ----------- | ------------------------------------------------------------------------------------ | -------------------- | ------------------------------------------------ | ---------------------------- | ------------ |
| 1907        | La tragédie de Salomé, op. 50 (opgedragen aan Igor Stravinsky tot ere van Diaghilev) | 2 aktes, 7 taferelen | 12 juni 1913, Parijs, Théâtre des Champs-Elysees | Robert d’Humières            | Loie Fuller  |
| 1923        | Une semaine du petit elfe "Ferme-l'Oeil", op. 58                                     |                      |                                                  | naar Hans Christian Andersen |              |
| 1932        | Reflets                                                                              |                      |                                                  |                              |              |
| 1932-1933   | Oriane et le prince d'amour, op. 83                                                  | 2 aktes              | 7 januari 1938, Parijs, Opéra Garnier            |                              |              |
| 1953        | Jardin Secret                                                                        |                      |                                                  |                              |              |

#### Toneelmuziek
- 1919-1920 Antoine et Cléopâtre, theatermuziek, op. 69

### Koormuziek
- 1943 À contre-voix voor gemengd koor, op. 104
- Six choeurs voor gemengd koor, op. 81
- En bonnes voix, voor gemengd koor, op. 91

### Vocale muziek met orkest of instrumenten
- 1920-1924 Kérob-Shal voor tenor en orkest
- 1937 Fête de la lumière voor sopraan, gemengd koor en orkest
- Cinq Refrains op. 132
- De vive voixop. 131
- Quatre Chants sur des poèmes de Jean Richepin et Maurice Maeterlinck

### Kamermuziek
- 1901-1908 Quintette avec piano voor piano en strijkkwartet, op. 51
- 1903 Chants élégiaques voor cello en piano
- 1927 Andantino, voor hobo en piano
- 1934 Suite en rocaille voor fluit, viool, altviool, cello en harp, op. 84
- 1935 Sonatine en trio voor fluit, klarinet en klavecimbel
- 1939 Hasards, petit concert en 4 parties pour quatuor (viool, altviool, cello) avec piano op. 96
  1. Exorde. D'une allure rapide
  2. Zélie au pied léger. Alerte
  3. Demi soupir. Un peu lent
  4. Bourrée bourrasque. Impéteux
- 1945-1948 Quatuor à cordes
- 1955 Chants alizés voor fluit, hobo, klarinet, hoorn en fagot
- 1918 Sonate libre «en deux parties enchaînées, ad modum clementis aquae» for violin and piano, op. 68
- Chanson a bercer voor viool en piano
- Kwartet voor vier fluiten
- Chant et scherzo voor hoorn en blazeroctet, op. 54
- Pour presque tous les temps voor fluit en piano trio
- Quatuor pour saxophones op. 102
- Sextuor voor zes klarinetten, op. 128
- Strijkkwartet
- Trio voor strijkers
- Tour d'Anches voor hobo, klarinet, fagot en piano, op. 97

### Werken voor piano
- 1905 Reflets de l’Allemagne huit valses pour piano à 4 mains, op. 28
- 1938 Suite sans esprit de suite
  1. Andante Religioso
  2. Fonctionnaires
  3. Soirs
- Chants Alizes voor blazerkwintet, op. 125
- Deux mirages op. 70
- Feuillets de voyage voor piano vierhandig, op. 26 no. 1 tot no. 5
- Mirages op. 70 no. 1 und no. 2
- Ombres op. 64
- Retour à l'endroit familier
- Trois Rhapsodies voor twee piano's
- Trois valses nocturnes op. 31

### Werken voor klavecimbel
- 1945 Clavecin obtempérant suite

### Filmmuziek
- 1923-1924 Fonctionnaire MCMXII
- 1925 Salammbô
- 1943 Essais de Locomotives

## Media
1. ↑  Dionysiaques door de "Philips Harmonie" o.l.v. Matty Cilissen. Gearchiveerd op 21 juli 2021.

- Bibsys: 97051823
- Biblioteca Nacional de España: XX1716897
- Bibliothèque nationale de France: cb138995053 (data)
- CiNii: DA10459518
- Gemeinsame Normdatei: 119456001
- International Standard Name Identifier: 0000 0001 0871 0283
- Library of Congress Control Number: n81026510
- Nationale Bibliotheek van Letland: 000066848
- Base Léonore: 19800035/190/24799
- MusicBrainz: c37baf13-2cb0-41a4-a76a-ad4d024146d9
- Bibliotheek van het Japanse parlement: 001110218
- Nationale Bibliotheek van Tsjechië: jo2009532199
- Nationale Bibliotheek van Israël: 987007273027505171
- Nationale Bibliotheek van Polen: a0000003044550
- Nederlandse Thesaurus van Auteursnamen: 073719331
- LIBRIS: 294376
- SNAC: w6jh3xwx
- Système universitaire de documentation: 02760926X
- Trove: 1262441
- Virtual International Authority File: 12492803
- WorldCat: E39PBJd8976F6dJjRjMCTGjQv3